# China Aerospace Science & Industry Corporation Limited
China Aerospace Science & Industry Corporation Limited (CASIC, «Китайська аерокосмічна науково-промислова корпорація») — китайська державна військово-промислова компанія; разом з Китайською аерокосмічною науковою-технічною корпорацією (CASC)є найбільшим в країні виробником ракетно-космічної техніки. Входить до ста найбільших компаній Китаю і п'ятисот найбільших компаній світу. Штаб-квартира розташована в Пекін, контрольний пакет акцій CASIC належить Комітету з контролю та управління державним майном Китаю (SASAC). Станом на 2020 рік у компанії налічувалося 147,7 тис. співробітників.
CASIC бере участь у програмі космічних пілотованих польотів «Шеньчжоу», програмі модульної космічної станції «Тяньгун-3», «Тяньвень-1» та програмі супутникової системи навігації «Бейдоу».